# Северин Младши
Вижте пояснителната страница за други личности с името Северин.
Северин Младши (на латински: Severinus iunior) e политик на Западната Римска империя по времето на Одоакър през 5 век.
През 482 г. той е консул по времето на управлениоето на Одоакър. Колега в Източната Римска империя му е Трокунд.